# Tata Indica Vista
O Indica Vista é um modelo compacto da Tata Motors , nas versões:
- TDI: 1405CC , 4 Cilindros, 475 IDI Turbo Intercooler Diesel
- Safire: 1172CC , 4 cilindros, Multi Point Fuel Injection
- Quadra Jet: 1248CC , 4 Cilindros, SDE Turbo Intercooler Diesel